# Mister Gay Europa

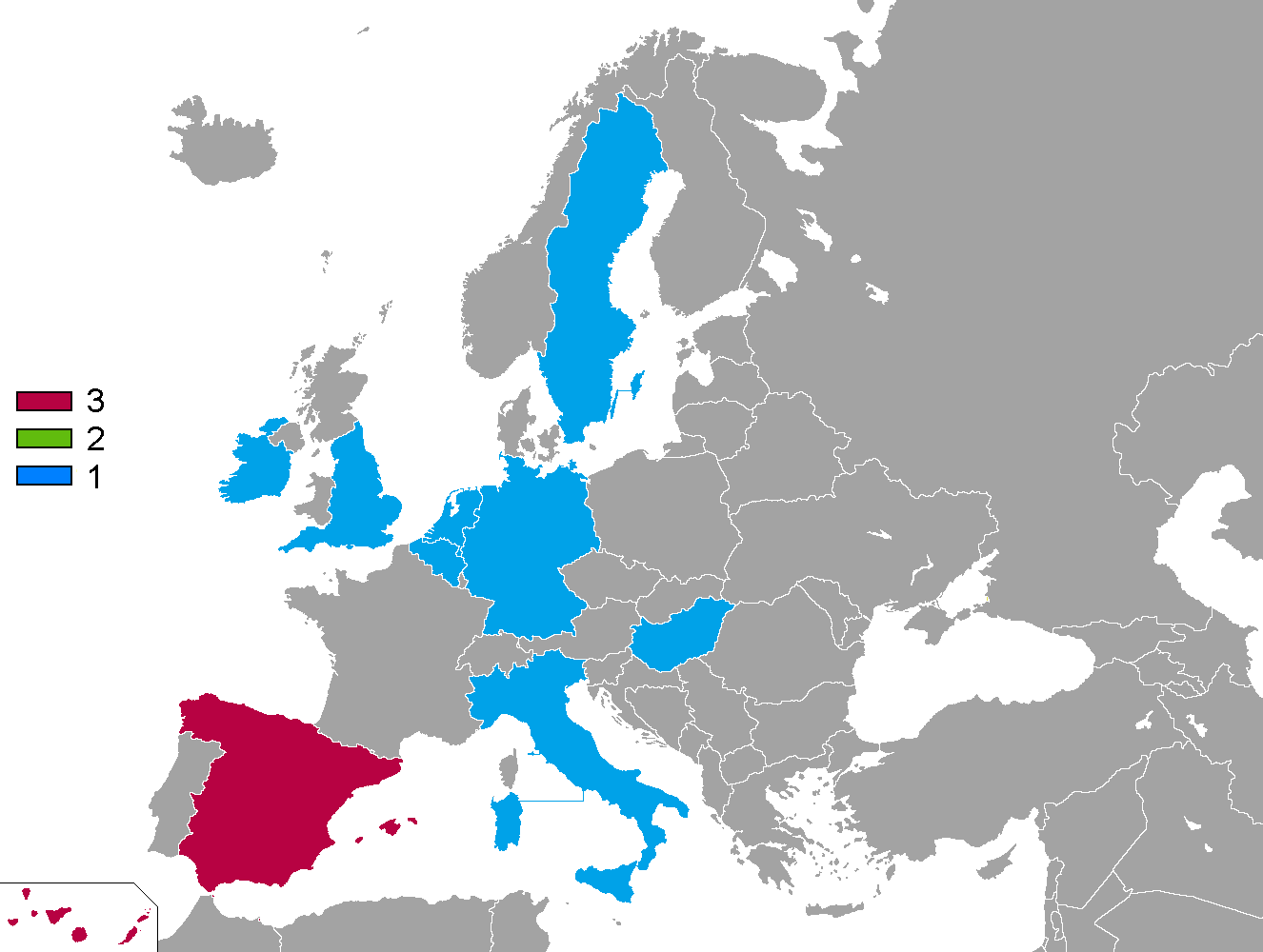
Stati vincitori del concorso di bellezza.

Mister Gay Europa è un concorso di bellezza con cadenza annuale riservato a uomini europei omosessuali.

## Storia
Il concorso è stato fondato da Tore Aasheim e Morten Ruda, quest'ultimo ne è tuttora il presidente. La prima edizione si è tenuta ad Oslo in Norvegia nel 2005 ed il primo vincitore del concorso è stato l'olandese Alexander Van Kempen.  L'edizione seguente, vinta dal ventinovenne ungherese Nándi Gyöngyösi, è stata disputata ad Amsterdam.
Nel 2007 il concorso di Mister Gay Europa ha avuto luogo a Budapest (una delle città più liberali d'Europa) all'interno della più ampia manifestazione dell'“Isola dell'Orgoglio d'Europa” la celebrazione internazionale più grande della nuova comunità LGBT dell'Europa centrale e orientale. La competizione è stata vinta dal tedesco Jackson Netto.
La quarta edizione, si è svolta di nuovo nella capitale ungherese. Ad aggiudicarsi il concorso è stato il diciannovenne madrileno Antonio Pedro Almijez.
L'edizione di Mister Gay Europa 2009 si è svolto ad Oslo dal 19 al 23 agosto 2009. L'evento ha visto la vittoria dallo spagnolo Sergio Lara.
La sesta edizione, inizialmente prevista per il 2010 a Ginevra, in Svizzera, a causa della riorganizzazione del concorso è stata rinviata di un anno e spostata di sede. Le finali si sono tenute nel mese di aprile in Romania, nella città di Brașov. La competizione è stata vinta da Giulio Spatola (siciliano di Palermo) che ha preceduto lo svedese Christo Willesen di 25 anni, e l'irlandese Barry "Baz" Francis Gouldsbury di 27 anni. Spatola ha dedicato il premio a David Kato, l'attivista gay ucciso in Uganda nel gennaio 2011.
La settima edizione si è tenuta a Roma ed è stata vinta dallo spagnolo Miguel Ortiz.

## Vincitori
| Edizione | Anno | Luogo     | Vincitore             | Nazione     |
| -------- | ---- | --------- | --------------------- | ----------- |
| I        | 2005 | Oslo      | Alexander van Kempen  | Paesi Bassi |
| II       | 2006 | Amsterdam | Salvatore Carfora     | 🇮🇹 Italia   |
| III      | 2007 | Budapest  | Jackson Netto         | Germania    |
| IV       | 2008 | Budapest  | Antonio Pedro Almijez | Spagna      |
| V        | 2009 | Oslo      | Sergio Lara           | Spagna      |
| VI       | 2011 | Brașov    | Giulio Spatola        | Italia      |
| VII      | 2012 | Roma      | Miguel Ortiz          | Spagna      |
| VIII     | 2013 | Praga     | Robbie O'Bara         | Irlanda     |
| IX       | 2014 | Vienna    | Jack Johansson        | Svezia      |
| X        | 2016 | Oppdal    | Raf Van Puymbroeck    | Belgio      |
| XI       | 2017 | Stoccolma | Matt Rood             | Inghilterra |
| XII      | 2018 | Poznań    | Enrique Doleschy      | Germania    |
| XIII     | 2019 | Colonia   | Alexander Petrov      | Bulgaria    |
| XIV      | 2022 | Alnwick   | Paul Dennison         | Inghilterra |
| XV       | 2023 | Alnwick   | Tim Küsters           | Paesi Bassi |

## Edizione di Stoccolma 2017
| Paese       | Concorrente        | Età | Altezza (cm) | Capelli | Occhi   | Titolo    |
| ----------- | ------------------ | --- | ------------ | ------- | ------- | --------- |
| Belgio      | Jaimie Deblieck    | 18  | 186          | Castani | Castani |           |
| Bulgaria    | Yuksel Yuseinov    | 28  | 173          | Castani | Castani |           |
| Finlandia   | Rami Kiiskinen     | 20  | 178          | Neri    | Verdi   |           |
| Galles      | Ben Brown          | 28  | 182          | Castani | Blu     |           |
| Germania    | Niko Wirachman     | 27  | 178          | Castani | Castani |           |
| Irlanda     | Stephen Lehane     | 24  | 178          | Biondi  | Blu     |           |
| Polonia     | Kacper Sobieralski | 26  | 178          | Castani | Blu     |           |
| Portogallo  | Joao De Oliveira   | 27  | 170          | Castani | Castani |           |
| Regno Unito | Matt Rood          | 37  | 172          | Castani | Blu     | Vincitore |
| Rep. Ceca   | Daniel Fröhlich    | 23  | 183          | Castani | Castani |           |
| Scozia      | Steven Whyte       | 39  | 174          | Biondi  | Blu     |           |
| Slovacchia  | Jaromir Šufr       | 41  | 180          | Neri    | Blu     |           |

## Edizione di Oppdal 2016
| Paese       | Concorrente               | Età | Titolo    |
| ----------- | ------------------------- | --- | --------- |
| Belgio      | Raf Van Puymbroeck        | 21  | Vincitore |
| Bulgaria    | Dimitar Dimitrov          | 33  |           |
| Danimarca   | Danni Sigen               | 29  |           |
| Galles      | Paul Davies               | 32  |           |
| Inghilterra | Joni Valadares            | 28  |           |
| Irlanda     | Konrad Im                 | 27  |           |
| Polonia     | Andrzej Berg              | 27  |           |
| Rep. Ceca   | Ladislav Agh              | 28  |           |
| Slovacchia  | Marek Gajdos              | 25  |           |
| Spagna      | Sergio Diaz Rullo Brasero | 26  |           |

## Edizione di Vienna 2014
| Paese            | Concorrente         | Età | Altezza (cm) | Titolo          |
| ---------------- | ------------------- | --- | ------------ | --------------- |
| Austria          | Robert Prolic       | 23  | 186          | 2º classificato |
| Belgio           | David Joest         | 34  | 187          |                 |
| Bulgaria         | Georgi Todorov      | 31  | 176          |                 |
| Cipro            | Kiriakos Spanos     | 25  | 183          |                 |
| Danimarca        | Christian-Sebastian | 24  | 175          | 4º classificato |
| Francia          | Olivier Croft       | 31  | 184          |                 |
| Germania         | Fabrice             | 22  | 184          |                 |
| Irlanda          | Robbie Lawlor       | 23  | 181          |                 |
| Irlanda del Nord | Nick Flanagan       | 22  | 180          | 5º classificato |
| Lituania         | Minde               | 28  | 175          |                 |
| Polonia          | Conrad Filas        | 26  | 183          |                 |
| Regno Unito      | Stuart Hatton Jr    | 29  | 170          | 3º classificato |
| Rep. Ceca        | Michal              | 29  |              |                 |
| Svezia           | Jack Johansson      | 20  | 179          | Vincitore       |
| Svizzera         | Max Escobar         | 28  | 175          |                 |
| Ucraina          | Kazza Aivazovskii   | 29  |              |                 |

## Edizione di Praga 2013
| Paese            | Concorrente                | Età | Altezza (cm) | Titolo                                         |
| ---------------- | -------------------------- | --- | ------------ | ---------------------------------------------- |
| Austria          | Patrick Santos             | 24  | 184          | Sports Challenge 2013                          |
| Belgio           | Tom Gorris                 | 34  | 183          |                                                |
| Bulgaria         | Yanislav Pavlov            | 32  | 179          |                                                |
| Danimarca        | Michael Sinan              | 35  | 181          | MGE Congeniality 2013                          |
| Finlandia        | Aleks Vehkala              | 19  | 182          |                                                |
| Francia          | Armando Santos             | 26  | 176          | Vote Internet MGE (Choix des internautes) 2013 |
| Germania         | Marcel Ohrner              | 35  | 178          |                                                |
| Irlanda          | Robbie O' Bara             | 26  | 189          | Vincitore e Miglior Intervista                 |
| Irlanda del Nord | Conor O'Kane               | 20  | 173          | MGE Talent 2013                                |
| Italia           | Alessio Cuvello            | 25  | 175          |                                                |
| Paesi Bassi      | Bobby de Vries             | 18  | 184          |                                                |
| Regno Unito      | Leroy Williamson           | 28  | 187          | 2º classificato e MGE Swimwear 2013            |
| Rep. Ceca        | Marek Zly                  | 34  | 180          |                                                |
| Slovacchia       | Jozef Hulina               | 26  | 184          | MGE Photogenic 2013                            |
| Spagna           | Edgar Moreno               | 34  | 181          |                                                |
| Svezia           | Fritiof Teodor Ingelhammar | 20  | 187          | 3º classificato e Miglior scritto 2013         |
| Svizzera         | Luis Bonfiglio             | 25  | 175          |                                                |

## Edizione di Roma 2012
| Paese            | Candidato                   | Età | Altezza (cm) | Capelli | Occhi   | Città       | Professione               | Segno zodiacale | Intervista | Talento | Scritto | Foto | Sport | Simpatia | Costume | Voto Internet | Performance | Domanda finale | Totale |
| ---------------- | --------------------------- | --- | ------------ | ------- | ------- | ----------- | ------------------------- | --------------- | ---------- | ------- | ------- | ---- | ----- | -------- | ------- | ------------- | ----------- | -------------- | ------ |
| Austria          | Joachim Trauner             | 29  | 181          | Biondi  | Blu     | Vienna      | Area Manager              | Toro            | 3          |         | 3       |      |       |          |         |               |             |                |        |
| Bielorussia      | Aleksandr Korik             | 24  | 176          | Neri    | Verdi   | Minsk       | Manager                   | Bilancia        |            |         |         |      |       |          |         | 4             |             |                |        |
| Bulgaria         | Chavdar Arsov               | 25  | 176          | Neri    | Castani | Sofia       | Allenatore                | Sagittario      |            |         |         |      |       |          |         |               |             |                |        |
| Cipro            | Kiri Spanos                 | 24  | 184          | Neri    | Castani | Nicosia     | Dottorando                | Leone           |            | 1       |         |      |       |          |         | 3             |             |                |        |
| Danimarca        | Jobbe Joller                | 23  | 179          | Castani | Castani | Aarhus      | Studente                  | Scorpione       |            |         |         |      |       |          |         |               |             |                |        |
| Estonia          | Vadim Firsa                 | 22  | 170          | Castani | Castani | Tallinn     | Direttore d'albergo       | Vergine         |            |         |         |      |       |          |         |               |             |                |        |
| Finlandia        | Janne Tiilikainen           | 26  | 175          | Biondi  | Blu     | Helsinki    | Studente                  | Sagittario      | 1          |         |         | 3    |       |          |         |               |             | 5              | 170    |
| Francia          | Remy Frejaville             | 31  | 178          | Neri    | Castani | Montpellier | Rappresentante            | Ariete          | 2          | 4       | 2       |      |       |          |         | 2             |             | 3              | 174    |
| Germania         | Chris Janik                 | 35  | 178          | Castani | Blu     | Colonia     | Office Clerk              | Scorpione       |            |         |         |      |       |          |         |               |             |                |        |
| Grecia           | Argyrios Stelios Christakis | 29  | 175          | Neri    | Blu     | Heraklion   | Coidduer                  | Cancro          |            |         |         | 1    |       | 1        |         |               | 4           |                |        |
| Irlanda          | Steven Baitson              | 22  | 180          | Castani | Castani | Dublino     | Modello                   | Leone           |            |         |         |      |       |          |         |               |             |                |        |
| Irlanda del Nord | Daniel Hegarty              | 21  | 191          | Castani | Blu     | Derry       | Parrucchiere              | Toro            |            |         |         |      |       |          |         |               |             |                |        |
| Italia           | Nicholas Menna              | 27  | 184          | Castani | Castani | Roma        | Ballerino                 | Gemelli         |            | 2       | 3       | 5    | 1     |          | 1       |               | 5           | 4              | 181    |
| Malta            | Steve Grech                 | 31  | 178          | Castani | Blu     | Birkirkara  | Retail & Personal Trainer | Pesci           | 4          | 4       |         | 3    |       |          | 5       |               | 1           | 2              | 195    |
| Norvegia         | Sebastian Okshovd           | 22  | 165          | Neri    | Castani | Beitostølen | Educatore                 | Vergine         |            |         |         |      |       |          |         |               |             |                |        |
| Rep. Ceca        | Tomáš Frýda                 | 24  | 178          | Biondi  | Blu     | Praga       | Personal Trainer          | Leone           |            |         | 1       |      |       |          | 4       | 5             |             |                |        |
| Slovacchia       | Martin Lhota                | 21  | 168          | Rossi   | Blu     | Bratislava  | Assistente di volo        | Ariete          |            |         |         |      |       |          |         |               |             |                |        |
| Spagna           | Miguel Ortiz                | 19  | 183          | Neri    | Castani | Huelva      | Accademia di Polizia      | Sagittario      | 5          |         |         | 2    |       |          | 2       | 1             | 3           | 1              | 204    |
| Svezia           | Erik da Silva               | 26  | 180          | Castani | Castani | Stoccolma   | Modello                   | Toro            |            | 2       |         |      |       |          | 2       |               | 2           |                |        |
| Svizzera         | Stephan Bitterlin           | 43  | 176          | Castani | Castani | Zurigo      | Insegnante / Ballerino    | Cancro          |            |         | 5       |      |       |          |         |               |             |                |        |
| Turchia          | Denis Hamdi                 | 25  | 176          | Neri    | Castani | Istanbul    | Studente                  | Scorpione       |            |         |         |      |       |          |         |               |             |                |        |

## Edizione di Braşov 2011
| Paese    | Concorrente              | Età | Altezza (cm) | Capelli | Occhi   | Città           | Professione             | Segno zodiacale | Titolo    |
| -------- | ------------------------ | --- | ------------ | ------- | ------- | --------------- | ----------------------- | --------------- | --------- |
| Bulgaria | Stanislav Tanchev        | 36  | x            | Castani | Castani | Sofia           | Sportivo                | Acquario        |           |
| Francia  | Guillaume Barbier        | 27  | 190          | Biondi  | Castani | Parigi          | Studente                | Bilancia        |           |
| Irlanda  | Barry Francis Gouldsbury | 27  | 185          | Biondi  | Blu     | Dublino         | Parrucchiere            | Acquario        |           |
| Islanda  | Simon Cramer Larsen      | 26  | 183          | Castani | Blu     | Reykjavík       | Insegnante              | Ariete          |           |
| Italia   | Giulio Spatola           | 26  | 175          | Biondi  | Verdi   | Palermo         | Regista / Hotel Manager | Cancro          | Vincitore |
| Norvegia | Snorre Andreassen        | 36  | x            | Biondi  | Blu     | Oslo            | Parrucchiere            | Pesci           |           |
| Romania  | Nicu Manea               | 32  | 172          | Castani | Castani | Curtea de Argeș | Risorse Umane           | Acquario        |           |
| Russia   | Ramin Ismailov           | 20  | 181          | Neri    | Castani | Mosca           | Studente                | Capricorno      |           |
| Svezia   | Christo Willesen         | 25  | 181          | Castani | Verdi   | Göteborg        | Barman                  | Capricorno      |           |
| Turchia  | Aleydin Aliyev           | 22  | 169          | Neri    | Castani | Ankara          | Ballerino e Show Dancer | Pesci           |           |

## Edizione di Oslo 2009
L'edizione di Oslo 2009 ha visto la partecipazione di ventiquattro concorrenti. La finale Top 3 è stata vinta dallo spagnolo Sergio Lara, il quale ha prevalso sull'islandese Magnus Jonsson e l'irlandese Jason Masterson. Al russo David Baramija è andata la fascia MGE No 1 Talent 2009.
| Nazione          | Nome                     | Età | Altezza (cm) | Città             | Piazzamento                                     |
| ---------------- | ------------------------ | --- | ------------ | ----------------- | ----------------------------------------------- |
| Belgio           | Cédric Fievey            | 26  | 173          | Bruxelles         | Top 12 Semifinalista                            |
| Bielorussia      | Andrei Charkas           | 23  | 182          | Minsk             |                                                 |
| Bulgaria         | Radolav Iliev            | 22  | 178          | Sofia             |                                                 |
| Danimarca        | Mitchel Nebelong-Ibsen   | 20  | 180          | Kastrup           |                                                 |
| Estonia          | Madis Räästas            | 28  | 180          | Tallinn           | Top 12 Semifinalista e Vincitore Challenge      |
| Germania         | Dominic Meury            | 23  | 180          | Monaco di Baviera |                                                 |
| Irlanda          | Jason Masterson          | 23  | 165          | Tallaght          | Top 3 Finalista                                 |
| Irlanda del Nord | James Smallman           | 23  | 176          | Derry             | Top 12 Semifinalista                            |
| Islanda          | Magnus Jonsson           | 24  | 184          | Reykjanesbær      | Top 3 Finalista                                 |
| Italia           | Antony Cortinovis        | 24  | 183          | Bergamo           | Top 12 Semifinalista                            |
| Norvegia         | Walter Heidkampf         | 49  | 184          | Oslo              | Top 12 Semifinalista                            |
| Paesi Bassi      | Jeffrey Zevenbergen      | 27  | 190          | Ridderkerk        | Top 12 Semifinalista e MGE People's Choice 2009 |
| Palestina        | Mukhtar Barakat          | 28  | 178          | West Bank         |                                                 |
| Polonia          | Kamil Szmerdt            | 21  | 175          | Tychy             |                                                 |
| Portogallo       | André Caldeira Rodrigues | 32  | 180          | Lisbona           |                                                 |
| Rep. Ceca        | Martin Miko              | 23  | 192          | Častá             |                                                 |
| Romania          | Andy Claudiu Postica     | 22  | 180          | Bucarest          | Top 12 Semifinalista                            |
| Russia           | David Baramija           | 24  | 180          | Vladimir          | Top 12 Semifinalista e MGE No 1 Talent 2009     |
| Slovacchia       | Roman Vašek              | 21  | 178          | Častá             |                                                 |
| Slovenia         | Robert Kulovec Mueller   | 29  | 182          | Lubiana           |                                                 |
| Spagna           | Sergio Lara              | 26  | 180          | Barcellona        | Vincitore e Mr Gay Swimwear 2009                |
| Svezia           | Mirza Muhic              | 28  | 182          | Stoccolma         |                                                 |
| Svizzera         | Ricco Müller             | 24  | 174          | Zurigo            | Top 12 Semifinalista                            |
| Turchia          | Halil Adem Said          | 25  | 178          | Bursa             |                                                 |

## Edizione di Budapest 2008
| Nazione          | Nome                            | Età | Altezza (cm) | Città            | Titolo    |
| ---------------- | ------------------------------- | --- | ------------ | ---------------- | --------- |
| Austria          | Michael Fröhle                  | 24  | 177          | Feldkirch        |           |
| Belgio           | Lionel Grégoire                 | 23  | 180          | Wemmel           |           |
| Bulgaria         | Deyan Kolev                     | 28  | 176          | Varna            |           |
| Galles           | Matthew Jones                   | 36  | 183          | Caerphilly       |           |
| Gran Canaria     | Dempsey                         | 26  | 188          | Playa del Inglés |           |
| Irlanda          | Barry Meegan                    | 29  | 188          | Dublino          |           |
| Irlanda del Nord | Graeme Williamson               | 25  | 191          | Belfast          |           |
| Islanda          | Hreinn Erlingsson               | 22  | 171          | Hafnarfjördur    |           |
| Italia           | Fabrizio Caiazza                | 33  | 180          | Milano           |           |
| Lituania         | Vipas Burnickis                 | 20  | 179          | Vilnius          |           |
| Malta            | Steve Grech                     | 27  | 178          | Cospicua         |           |
| Norvegia         | Kai Thomas                      | 21  | 179          | Oslo             |           |
| Paesi Bassi      | Stefan Onland                   | 20  | 186          | Enschede         |           |
| Portogallo       | Paulo Almeida                   | 33  | 178          | Lisbona          |           |
| Rep. Ceca        | Jakub Starý                     | 22  | 187          | Praga            |           |
| Romania          | Alex Ocros                      | 22  | 177          | Bucarest         |           |
| Russia           | Andrey Vernadsky                | 26  | 180          | Mosca            |           |
| Serbia           | Ivan Maljukanović               | 19  | 180          | Belgrado         |           |
| Slovacchia       | Robert Pusztai                  | 18  | 181          | Fiľakovo         |           |
| Slovenia         | Lev Dermota                     | 26  | 190          | Lubiana          |           |
| Spagna           | Antonio Pedro Almijez           | 22  | 177          | Madrid           | Vincitore |
| Svezia           | Joachim Brattfjord Corneliusson | 21  | 185          | Lilla Edet       |           |
| Ungheria         | Péter Gyökeres                  | 21  | 170          | -                |           |

- L'Inghilterra, sarebbe dovuta essere rappresentata da Tom Jones, ventiseienne di Gosport, che però non prese parte alla competizione.

## Edizione di Budapest 2007
| Nazione            | Nome                      | Età | Altezza | Città            | Titolo    |
| ------------------ | ------------------------- | --- | ------- | ---------------- | --------- |
| Azerbaigian        | Sadikh Ragimov            | 19  | 169     | Baku             |           |
| Belgio             | Jens Taghon               | 19  | 178     | Koekelare        |           |
| Bulgaria           | Ivo Krustev               | 29  | 181     | Sofia            |           |
| Danimarca          | Mikkel Svarre             | 30  | 177     | Copenaghen       |           |
| Francia            | Yorie Bailleres           | 23  | 173     | Parigi           |           |
| Germania           | Jackson Netto             | 25  | 177     | Stoccarda        | Vincitore |
| Gran Canaria       | Leonardo Luíz Murilo      | 19  | 180     | Maspalomas       |           |
| Irlanda            | John Rice                 | 23  | 182     | Belfast          |           |
| Irlanda del Nord   | Mikey Robinson            | 21  | 174     | Dublino          |           |
| Israele            | Shachar Eyal              | 25  | 173     | Haifa            |           |
| Italia             | Diego Gerolimi            | 23  | 187     | Bologna          |           |
| Lapponia           | Thor-Kjetil Sundbakk      | 29  | 165     | Kirkenes         |           |
| Macedonia del Nord | Kiko -                    | 21  | 178     | Skopje           |           |
| Moldavia           | Eugeniu -                 | 24  | 180     | Chișinău         |           |
| Paesi Bassi        | Stefan Onland             | 19  | 185     | Enschede         |           |
| Norvegia           | Marius Svela              | 20  | 186     | Randaberg        |           |
| Polonia            | Przemysław Rogacki        | 22  | 182     | Legnica          |           |
| Portogallo         | José Marques              | 23  | 170     | Porto            |           |
| Regno Unito        | Mark Carter               | 24  | 181     | Bradford         |           |
| Romania            | Emanuel -                 | 25  | 175     | Bucarest         |           |
| Slovenia           | Lev Dermota               | 24  | 190     | Lubiana          |           |
| Spagna             | José Luís Fuster Genovart | 24  | 180     | Palma di Maiorca |           |
| Ungheria           | Deam Ladányi              | 24  | 173     | Budapest         |           |

## Edizione di Amsterdam 2006
| Nazione            | Nome                  | Età | Altezza (cm) | Città       | Titolo    |
| ------------------ | --------------------- | --- | ------------ | ----------- | --------- |
| Austria            | Aaron Michael Jackson | 33  | 186          | Vienna      |           |
| Belgio             | Bart Hesters          | 20  | 182          | Lochristi   |           |
| Bulgaria           | Vassil Nikolov        | 20  | 185          | Plovdiv     |           |
| Danimarca          | Mikkel Svarre         | 29  | 177          | Copenaghen  |           |
| Francia            | Jules                 | 24  | 175          | Parigi      |           |
| Galles             | Matthew Jones         | 34  | 187          | Cardiff     |           |
| Gran Canaria       | Edgar González        | 26  | 178          | Las Palmas  |           |
| Irlanda            | Keith Keirney         | 25  | 175          | Dublino     |           |
| Italia             | Salvatore Carfora     | 22  | 182          | Milano      | Vincitore |
| Lapponia           | Tobias Johansson      | 26  | 179          | Piteå       |           |
| Lituania           | Liūtas Balčiūnas      | 21  | 185          | Kaunas      |           |
| Macedonia del Nord | Ivica M.              | 21  | 185          | Skopje      |           |
| Paesi Bassi        | Joep Mesman           | 24  | 181          | Eindhoven   |           |
| Norvegia           | Olav Hanto            | 31  | 173          | Porsgrunn   |           |
| Russia             | Nikita Kutuzoff       | 24  | 180          | Mosca       |           |
| Svezia             | Henrik Lindholm       | 19  | 197          | Helsingborg |           |
| Ungheria           | Nándi Gyöngyösi       | 29  | 178          | Miskolc     |           |

## Edizione di Oslo 2005
| Nazione     | Concorrente           | Età | Altezza (cm) | Titolo    |
| ----------- | --------------------- | --- | ------------ | --------- |
| Austria     | Aaron Michael Jackson | 32  | 186          |           |
| Bulgaria    | Ivan Penev            | 23  | 179          |           |
| Danimarca   | Hugues Maxime Germany | 37  | 185          |           |
| Estonia     | Urmas Külama          | 25  | 184          |           |
| Germania    | Suat Bahçeci          | 19  | 174          |           |
| Italia      | Alessandro Tamburrino | 22  | 187          |           |
| Lapponia    | Erik Berg             | 21  | 173          |           |
| Lettonia    | Normunds Beinerts     | 22  | 184          |           |
| Norvegia    | David Thorkildsen     | 20  | 181          |           |
| Paesi Bassi | Alexander van Kempen  | 20  | 181          | Vincitore |
| Svezia      | Jörgen Tenor          | 20  | 184          |           |
| Svizzera    | Steve Müller          | 26  | 178          |           |
| Ungheria    | Kyan Smith            | 21  | 187          |           |